# Emilio Grossi
Emilio Grossi (fl. XX secolo) è stato un allenatore di calcio e dirigente sportivo italiano.

## Carriera
Ha allenato il Parma in Serie B nelle stagioni 1929-1930 e 1931-1932. In seguito ha allenato gli emiliani (dei quali era stato presidente durante la stagione 1928-1929) anche nella stagione 1935-1936.